# Gry (geologi)
Gry är en term för att beteckna kornighet på brottytan av en bergart. Om till exempel små mineralkorn (<1 mm) dominerar så talar man om småkornig eller finkornig gry.